# Rhinocricus annulipes
Rhinocricus annulipes är en mångfotingart som beskrevs av Carl 1912. Rhinocricus annulipes ingår i släktet Rhinocricus och familjen Rhinocricidae. Inga underarter finns listade i Catalogue of Life.